# Sephisa atiya
Sephisa atiya är en fjärilsart som beskrevs av Hans Fruhstorfer 1913. Sephisa atiya ingår i släktet Sephisa och familjen praktfjärilar. Inga underarter finns listade i Catalogue of Life.